# ليخاسيات
الليخاسيات (الاسم العلمي:†Lichida) هي رتبة منقرضة من ثلاثيات الفصوص.

## التصنيف
- فوق فصيلة الليخاسينات
  - فصيلة الليخاسات
    - جنس الليخاس